# تأثير المشجع
تأثير المشجع (بالإنجليزية: Cheerleader effect)‏، أيضًا معروف بـ«تأثير الجاذبية الجماعية»، هو انحياز معرفي يجعل الناس تعتقد أن الأفراد يكونون أكثر جاذبية عندما يكونون في جماعة. تم دعم المصطلح بالأبحاث من قبل دور ووكر وإدوارد فول (2013) وفان إت آل. (2015).

## الإعلام
تمت صياغة المصطلح من الشخصية بارني ستينسون في "ليس يوم أب"، في حلقة من المسلسل التليفزيوني كيف قابلت والدتك، بث لأول مرة في نوفمبر 2008. يشير بارني أمام أصدقائة إلي مجموعة من النساء اللواتي يبدون جذابات، لكن يبدون جميعهم بشعات إذا تمت رؤيتهم بشكل فردي. يتم تأكيد هذه النقطة لاحقًا في الحلقة من قبل تد وروبن، الذين يلاحظان ان بعضًا من أصدقاء بارني يبدون جذابات في جماعة فقط.

## الدراسات
عبر خمس دراسات من ووكر وفول (2013)، قيم المشاركون جاذبية أوجه رجال ونساء عندما يكونون بجماعة، وفي صورة فردية، مع عرض الصور بشكل عشوائي. الأشخاص الذين تم تصويرهم بدوا أكثر جاذبية في الصور الجماعية.
يحدث التأثير فقط في جماعات الرجال، النساء، أو جماعات مخلوطة، في كلًا من الجماعات الصغيرة والكبيرة. يحدث التأثير بنفس المدى مع جماعات متكونة من أربعة و 16 شخصًا. المشاركون بالدراسات نظروا إلي الوجوه الجذابة أكثر من الغير جذابة في الجماعات. هذا التأثير لا يحدث لأن الأشخاص يعطون انطباع أن الأفراد يمتلكون ذكاء عاطفي أو اجتماعي أكثر: تم إظهار هذه لتكون الحالة عندما جمعت صور فردية لأشخاص إلي صورة واحدة، بدلًا من صور مأخوذة لأفراد في جماعة.

### الشرح المقترح
شرح دور ووكر وإدوارد فول أن هذا التأثير يظهر بسبب التلاعب بين ثلاثة ظواهر معرفية:
1. يأخد النظام البصري للإنسان «تمثيلات طاقم» للأوجه بالمجموعة.
2. إدراك الأفراد منحاز لهذا المتوسط.
3. الوجوه المتوسطة هي الأكثر جاذبية، ربما بسبب «توسيط الخصوصيات الغير جذابة».[1]

عندما تؤخذ هذه الظواهر معًا، الأوجه الفردية ستبدو أكثر جاذبية في جماعة، لأنهم يظهرون مشابهين لأكثر وجوه المجموعة وسطية، والذي هو أكثر جاذبية من أوجه أفراد الجماعة الفردية.

### دراسة 2015
أكدت دراسة فان أوش إت آل في 2015 النتائج التي تم الحصول عليها من ووكر وفول.

### الشرح المقترح
عرض فريق البحث شرحين مختلفين لتأثير الجاذبية الجماعية:
1. تحكم الانتباه لأوجه المجموعة الأكثر جاذبية.
2. مبدأ علم النفس الغشتالتي للتشابه.

هم يدعون أن الانتباه المخير يجعل البيانات المجمعة أكثر لياقًة.

### التناقد
دراسة 2015 مقلدة لدراسة ووكر وفول فشلت في إظهار أي تنائج ملحوظة لتأثير الجاذبية الجماعية. فرض فريق البحث أن هذا قد يكون نتيجة للاختلافات الثقافية، بما أن التجربة تمت في اليابان.

## القراءة المتعمقة
- مقال عن دراسة ووكر وفول في 2013: May، Cindi (3 ديسمبر 2013). "The Cheerleader Effect". ساينتفك أمريكان. مؤرشف من الأصل في 2019-10-21. اطلع عليه بتاريخ 2015-12-05.